# 폴란드 공화국 사회민주당
폴란드 공화국 사회민주당(폴란드어: Socjaldemokracja Rzeczypospolitej Polskiej)는 폴란드의 과거 정당이다. 약칭은 SdRP이다.
1989년 6월 폴란드의 자유선거의 여파로 1990년 1월 동구권 현실사회주의가 몰락하면서 폴란드의 수권 정당이던 폴란드 연합노동자당(PZPR)이 해산한다. 폴란드 사회민주당은 그 후신 정당으로 1990년 8월 정식 설립되었다. 본부는 바르샤바에 있었다. 당수는 알렉산데르 크바시니에프스키였다.
사회주의와 사회민주주의를 정치적 이념 노선으로 했으며, 빨간색을 공식 색상으로 했다. 국제 조직으로는 사회주의 인터내셔널에 속해 있었다. 1999년 4월 15일 민주좌파연합 결성에 따라 해산되었다.